# Interpolation à fonctions de base radiale
En théorie de l'approximation, l'interpolation à fonctions de base radiale est une méthode avancée d'approximation pour interpoler à haute précision des données non structurées, éventuellement dans des espaces de grandes dimensions. L'interpolant prend la forme d'une somme pondérée de fonctions de base radiales comme des fonctions gaussiennes. Cette méthode a l'avantage d'être sans maillage, ce qui signifie que les nœuds ne sont pas nécessairement sur une grille structurée et ne requièrent pas la création d'un maillage. Cette méthode est aussi connue pour sa précision spectrale et sa stabilité pour de grands jeux de données, même à dimension élevée.
L'interpolation à fonctions de base radiale est classiquement utilisée pour l'interpolation numérique, mais aussi pour l'approximation d'opérateurs linéaires, d'opérateurs différentiels, d'opérateurs intégraux et d'opérateurs différentiels surfaciques.

## Exemples
Soit {\displaystyle f(x)=\exp(x\cos(3\pi x))} et on pose {\displaystyle x_{k}={\frac {k}{14}},k=0,1,\dots ,14}, un ensemble de 15 points équidistants sur l'intervalle [0 ; 1]. On forme {\displaystyle s(x)=\sum \limits _{k=0}^{14}w_{k}\varphi (\|x-x_{k}\|)} où {\displaystyle \varphi } est une fonction de base radiale, et on choisit les poids {\displaystyle w_{k},k=0,1,\dots ,14} tels que s interpole f aux nœuds : {\displaystyle s(x_{k})=f(x_{k}),k=0,1,\dots ,14}. Cela revient à résoudre le système linéaire :
{\displaystyle {\begin{bmatrix}\varphi (\|x_{0}-x_{0}\|)&\varphi (\|x_{1}-x_{0}\|)&\dots &\varphi (\|x_{14}-x_{0}\|)\\\varphi (\|x_{0}-x_{1}\|)&\varphi (\|x_{1}-x_{1}\|)&\dots &\varphi (\|x_{14}-x_{1}\|)\\\vdots &\vdots &\ddots &\vdots \\\varphi (\|x_{0}-x_{14}\|)&\varphi (\|x_{1}-x_{14}\|)&\dots &\varphi (\|x_{14}-x_{14}\|)\\\end{bmatrix}}{\begin{bmatrix}w_{0}\\w_{1}\\\vdots \\w_{14}\end{bmatrix}}={\begin{bmatrix}f(x_{0})\\f(x_{1})\\\vdots \\f(x_{14})\end{bmatrix}}.}
On choisit une fonction de base radiale de forme gaussienne {\displaystyle \varphi (r)=\exp(-(\varepsilon r)^{2})} de paramètre de forme {\displaystyle \varepsilon =3}, ce qui permet de résoudre le système linéaire et donc de tracer l'interpolant. On remarque que la seule erreur notable se situe près du bord gauche (par le phénomène de Runge), mais reste acceptable. Plus précisément, l'erreur maximale locale est de {\displaystyle \|f-s\|_{\infty }\approx 0,0267414}, atteinte en {\displaystyle x=0,0220012}.

## Motivation
Le théorème de Mairhuber-Curtis établit que pour tout ensemble ouvert {\displaystyle V\in \mathbb {R} ^{n}} avec {\displaystyle n\geq 2}, et {\displaystyle f_{1},f_{2},\dots ,f_{n}} des fonctions linéairement indépendantes sur {\displaystyle V}, il existe alors un ensemble de n points du domaine telle que la matrice d'interpolation 
{\displaystyle {\begin{bmatrix}f_{1}(x_{1})&f_{2}(x_{1})&\dots &f_{n}(x_{1})\\f_{1}(x_{2})&f_{2}(x_{2})&\dots &f_{n}(x_{2})\\\vdots &\vdots &\ddots &\vdots \\f_{1}(x_{n})&f_{2}(x_{n})&\dots &f_{n}(x_{n})\end{bmatrix}}}
est singulière
Ceci implique que pour un algorithme d'interpolation général, il faut choisir les fonctions d'interpolation selon les nœuds. En 1971, Rolland Hardy développe une méthode pour interpoler des données non structurées en utilisant des fonctions de la forme {\displaystyle s(\mathbf {x} )=\sum \limits _{k=1}^{N}{\sqrt {\|\mathbf {x} -\mathbf {x} _{k}\|^{2}+C}}}, qu'on appelle aujourd'hui interpolation à fonctions de base radiale multiquadratiques, plus simplement écrites en {\displaystyle \varphi (r)={\sqrt {1+(\varepsilon r)^{2}}}}, ce qui constitue la première apparition de l'interpolation à fonctions de base radiale. Il a été établi que la matrice d'interpolation résultante sera toujours inversible, ce qui ne contredit pas le théorème de Mairhuber-Curtis car les fonctions de base dépendent cette fois-ci des nœuds d'interpolation. Choisir un noyau radial de sorte que la matrice d'interpolation soit régulière est précisément la définition d'une fonction définie strictement positive. De telles fonctions, incluant la gaussienne, la quadratique inverse, la multiquadratique inverse, sont souvent utilisées comme fonctions de base radiale pour cette raison.

## Adaptation du paramètre de forme
Les fonctions de base radiale dépendent en général d'un paramètre qui détermine si la fonction est plate ou pointue. Ce paramètre est souvent noté {\displaystyle \varepsilon } et telle que la fonction s'aplatit quand {\displaystyle \varepsilon \to 0}. Par exemple, Rolland Hardy utilise la formule {\displaystyle \varphi (r)={\sqrt {r^{2}+C}}} pour la multiquadratique, qui aujourd'hui est par convention de la forme {\displaystyle \varphi (r)={\sqrt {1+(\varepsilon r)^{2}}}}. Ces formules sont équivalentes à un facteur d'échelle près. Ce facteur n'a pas d'importance car les vecteurs de base forment le même sous-espace vectoriel et il suffit d'adapter les poids pour retrouver le même interpolant. Par convention, la fonction de base est définie telle que {\displaystyle \varphi (0)=1} comme pour la fonction gaussienne ou la fonction test.

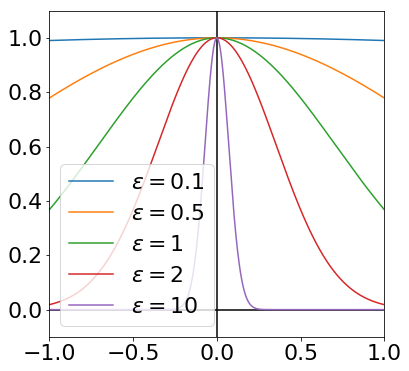
Fonctions gaussiennes pour plusieurs valeurs de {\displaystyle \varepsilon }
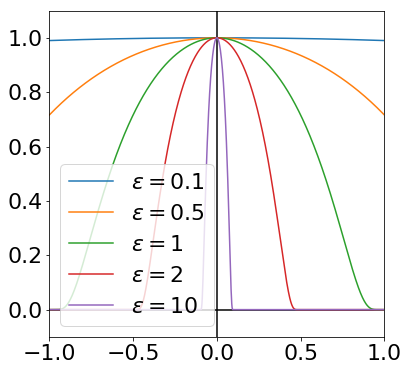
Fonctions test pour plusieurs valeurs de {\displaystyle \varepsilon }

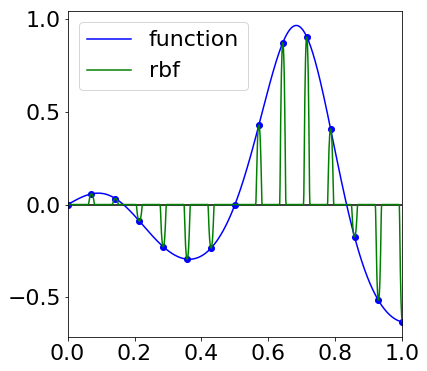
Un interpolant RBF de la fonction échantillonnée en 15 points, avec des fonctions de base radiale gaussiennes pour : on obtient une fonction "lit de clou".

Ainsi, pour {\displaystyle \varepsilon } très grand, la matrice d'interpolation tend vers la matrice identité, ce qui apporte de la stabilité à la résolution, mais détériore la qualité de l'interpolation car la fonction sera presque nulle dès qu'on s'éloigne des nœuds, où au contraire, elle va former une pointe localement, une forme qu'on surnomme l'"interpolant lit de clous".

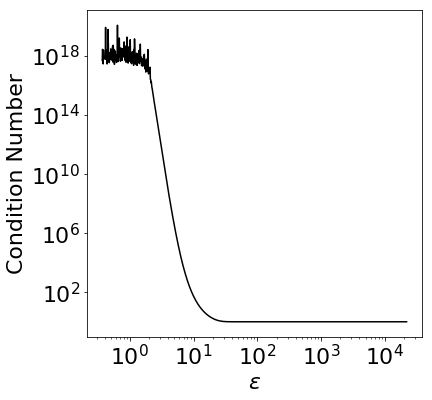
Tracé du conditionnement selon le paramètre de forme pour le cas étudié.

À l'inverse, le conditionnement de la matrice d'interpolation va diverger quand {\displaystyle \varepsilon \to 0}, menant à un mauvais conditionnement du système. Dans la pratique, on choisit un paramètre de forme tel que la matrice de conditionnement soit près du mauvais conditionnement (eg. un conditionnement d'environ 1012 pour un calcul en double précision (en)).
Les autres fonctions de base radiale ne sont pas à négliger : par exemple, la fonction test
{\displaystyle \varphi (r)={\begin{cases}\exp \left(-{\frac {1}{1-(\varepsilon r)^{2}}}\right)&{\mbox{ pour }}r<{\frac {1}{\varepsilon }}\\0&{\mbox{ sinon}}\end{cases}}}
est à support compact, donc la matrice d'interpolation est susceptible d'être creuse.
La fonction de base radiale en spline polyharmonique est un exemple sans paramètre de forme.